# Иосиф Сталин (турбоэлектроход)
«Иосиф Сталин» — советский товаро-пассажирский турбоэлектроход. Использовался как военный транспорт «ВТ-521», затонул 3-5 декабря 1941 года, в центральной части Финского залива 59°54′ с. ш. 25°09′ в. д.

## Постройка
Товаро-пассажирский турбоэлектроход «Иосиф Сталин» строился в Амстердаме (Нидерланды) для Балтийского государственного морского пароходства (линия Ленинград — Лондон).
Лайнер был заложен в 1938 году и через год спущен на воду. В феврале 1940 года судно передали заказчику.
Водоизмещение турбоэлектрохода 7500 т (дедвейт 3219 т), грузоподъёмность 1272 т. Пассажировместимость 512 чел., экипаж — 108 чел. Наибольшая длина судна 135,7 м (по грузовой ватерлинии — 130,9, между перпендикулярами 127,2 м), наибольшая ширина — 18,6 м, осадка — 6,35 м. Число палуб — 7, общая площадь трёх грузовых трюмов — 2380 м².
Главная энергетическая установка:
- 4 паровых котла системы Бабкок и Вилькокс (англ. Babcock & Wilcox),
- 2 турбины общей мощностью 12 800 л. с.,
- 2 электрогенератора,
- 2 гребных электродвигателя общей мощностью 11 800 л. с.

Запас угля — до 1600 т.

## Эвакуация гарнизонаХанко
С началом Великой Отечественной войны «Иосиф Сталин» мобилизован, переименован в военный транспорт «ВТ-521». Выполнял перевозки войск и грузов в Финском заливе.
В декабре 1941 года турбоэлектроход участвовал в эвакуации гарнизона военно-морской базы Ханко.
В ночь со 2 на 3 декабря 1941 года лайнер вышел из Ханко, имея на борту 5589 военнослужащих Красной Армии (в каютах, рассчитанных на трёх человек, размещали целый взвод). Следовал в Кронштадт в составе конвоя, включавшего: эсминцы «Стойкий» (флагман) и «Славный», 5 тральщиков, катер ЯМБ, семь катеров морских охотников и четыре торпедных катера.
В 01:14 во время прохождения немецкого минного заграждения северо-западнее о. Найссар, при перемене курса по сигналу «Стойкого», «Иосиф Сталин» вышел из протраленной полосы и подорвался последовательно на трёх минах. Получил значительные повреждения: повредило корму, разрушило трюм № 3, лишился хода.
С 03:25 спасательная операция находилась под обстрелом финской береговой батареи Макилуото. От попадания 12-дюймового снаряда (по другим данным — от подрыва на 4-й мине, подсечённой тралом и всплывшей) произошла детонация боеприпасов на транспорте. Судно начало погружаться в воду. Базовым тральщикам 205, 211, 215, 217 и пяти катерам морской охраны, несмотря на минную опасность, удалось снять с гибнущего судна и поднять из воды 1740 человек. Дальнейшая спасательная операция была прекращена, так как все участвовавшие в спасении корабли были переполнены людьми.
После ухода кораблей охранения судно, осев в воду по палубу, прекратило погружаться и с 3 по 5 декабря 1941 года дрейфовало к мысу Лохусалу на побережье Эстонии. К нему командованием Балтийского флота дважды высылались корабли для спасения оставшихся, но до «Иосифа Сталина» они не дошли. По утверждению командира отряда торпедных катеров А. Г. Свердлова, 5 декабря командиром охраны водного района Гогланда И. Г. Святовым, которому было поручено спасти людей с судна, был отдан приказ о торпедировании дрейфующего лайнера силами двух торпедных катеров. На этапе исполнения приказ был отменён.
Оставшиеся в живых военнослужащие и члены экипажа судна (по оценке всего около 3000 человек, точное количество неизвестно) были сняты с судна немецкими кораблями и взяты в плен.
12 декабря 1941 года управление 8-й отдельной стрелковой бригады, чей личный состав перевозился на судне, сообщило Военному совету Ленинградского фронта, что на судне погибли 1816 военнослужащих бригады. Общие же потери оценивались примерно в 2200 человек. Указывалось, что все они утонули.
Есть и иные данные: согласно докладу Н. П. Симоняка, на «Иосифе Сталине» погибло 1399 военнослужащих, потери гражданских лиц не известны, спасено с него различными кораблями 1 105 человек.
Капитан лайнера Н. С. Степанов, покинувший судно последним, попал в плен и работал в Tаллинском порту — пилил там дрова. Через связных он передавал на советскую сторону данные о движении немецких судов и грузов. Расстрелян НКВД в 1944 году после прихода в Таллин советских войск.

## Дальнейшая судьба судна
После освобождения Эстонской ССР советскими войсками судно было обнаружено у мыса Лохусалу затонувшим на глубине 11—14 метров (верхние части надстроек незначительно возвышались над водой) и в ноябре 1944 года обследовано моряками. Оказалось, что все возможные механизмы с судна были сняты немцами, корпус имел несколько крупных пробоин, винты повреждены, в трюмах, помимо боеприпасов и продовольствия, были обнаружены останки пассажиров и членов экипажа судна в истлевшей форме.
В мае 1945 года начались работы по подъёму средней части судна (нос и корму в связи с их большими разрушениями отделили с помощью серии направленных взрывов) и к 11 июля 1945 года средняя часть судна была поднята. Её отбуксировали в Таллин, где впоследствии разрезали на металл.

## Однотипные суда
- «Вячеслав Молотов» (с 1957 года «Балтика»).[10]

## В художественной литературе
- Дудин М. А. Где наша не пропадала. — Л.: Лениздат, 1979. — 240 с.
- Войскунский Е. Л. Мир тесен. — М.: Советский писатель, 1990.